# Марксен
Марксен (нім. Marxen) — громада в Німеччині, розташована в землі Нижня Саксонія. Входить до складу району Гарбург. Складова частина об'єднання громад Ганштедт.
Площа — 13,31 км2. Населення становить 1434 ос. (станом на 31 грудня 2021).